# Власов Михайло Маркович

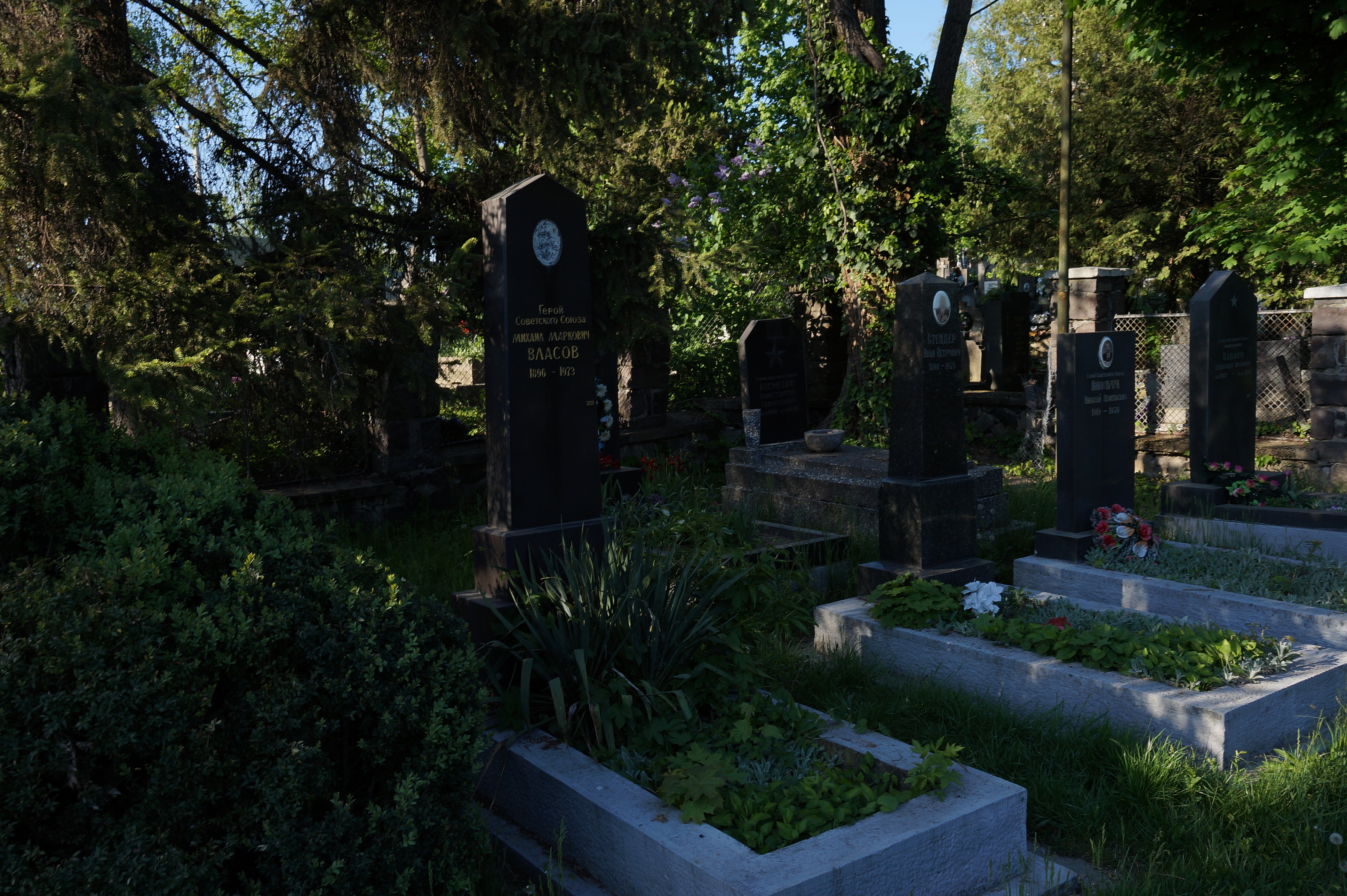
Могила Власова в Ужгороді

Михайло Маркович Власов (19 травня 1896, Миколаївка, Херсонська губернія — 28 січня 1973, Ужгород) — командир 106-ї Забайкальської стрілецької дивізії, Герой Радянського Союзу (1943), полковник.

## Біографія
Михайло Маркович Власов народився 19 травня 1896 року в селі Друга Миколаївка Херсонської губернії (тепер смт Миколаївка Одеської області) в селянській родині. Росіянин. Після закінчення початкової школи працював в наймах.
В серпні 1915 року призваний до царської армії. Учасник Першої світової війни, молодший унтер-офіцер.
В липні 1917 року потрапив до німецького полону, в жовтні 1918 року здійснив втечу. в м. Вознесенську створив і очолив партизанський загін, який згодом перетворений в регулярний полк Червоної Армії.
Учасник Громадянської війни. Займав посади командира ескадрону, комісара бронепотягу № 62, військового комісара автомобільного загону 51-ї Перекопської дивізії.
З травня 1922 року — військовий комісар 2-го прикордонного батальйону. Протягом 20 наступних років пройшов шлях від комісара батальйону до заступника начальника Управління прикордонних військ округу.
В 1925 році закінчив Вищу прикордонну школу.
В 1932 році закінчив Військову академію імені М.В.Фрунзе.
На фронтах Німецько-радянської війни з лютого 1942 року. Воював на Центральному, 1-му Білоруському та 4-му Українському фронтах.
З 2 серпня 1943 року по 1 вересня 1944 року — командир 106-ї Забайкальської стрілецької дивізії. Під його особистим керівництвом частини дивізії 15 жовтня 1943 року форсували річку Дніпро і звільнили селище Лоєв Гомельської області.
Указом Президії Верховної Ради СРСР від 30 жовтня 1943 року за вміле і грамотне керівництво дивізією, зразкове виконання бойових завдань командування на фронті боротьби з німецько-фашистськими загарбниками і виявлені при цьому мужність і героїзм, полковнику Власову Михайлу Марковичу присвоєно звання Героя Радянського Союзу з врученням ордена Леніна і медалі «Золота Зірка» (№ 1706).
Під командуванням полковника Власова М.М. 106-та Забайкальська стрілецька дивізія 17 листопада 1943 року отримала почесне найменування «Дніпровська», а за бойові заслуги в ході Львівсько-Сандомирської наступальної операції 9 серпня 1944 року нагороджена орденом Червоного Прапора.
Війну закінчив на посаді командира 140-ї стрілецької Сибірської Новгород-Сіверської ордена Леніна двічі Червонопрапорної орденів Суворова і Кутузова дивізії (4-го формування) 38-ї армії 4-го Українського фронту.
В 1946 році за станом здоров'я вийшов у відставку. Мешкав у місті Ужгород.
Помер 28 січня 1973 року. Похований на Холмі Слави в Ужгороді.

## Нагороди
- Медаль Золота Зірка Героя Радянського Союзу (№ 1706)
- Два ордена Леніна
- Три ордена Червоного Прапора
- Орден Суворова 2 ступеня
- Орден Кутузова 2 ступеня
- Орден Богдана Хмельницького 2 ступеня